# Canton de La Ferté-Milon
Le canton de La Ferté-Milon est une ancienne division administrative française du département de l'Aisne, située dans le district de Château-Thierry. Son chef-lieu était la commune de La Ferté-Milon et le canton comptait 9 communes.

## Histoire
Le canton est créé le 18 février 1790 sous la Révolution française,. 
Le canton a compté neuf communes avec La Ferté-Milon pour chef-lieu au moment de sa création : Chézy-en-Orxois, Dammard, La Ferté-Milon, Marizy-Sainte-Geneviève, Montigny-l'Allier, Passy-en-Valois, Saint-Quentin-sur-Allan, Silly-la-Poterie et Troësnes. Il est une subdivision du district de Château-Thierry qui disparait le 5 Fructidor An III (22 août 1795). Le canton ne subit aucune modification dans sa composition communale pendant cette période.
À la suite du décret du 25 vendémiaire an II (16 octobre 1793), la commune de Marizy-Sainte-Geneviève prend le nom de Marizy-le-Grand.
Lors de la création des arrondissements par la loi du 28 pluviôse an VIII (17 février 1800), le canton de La Ferté-Milon est rattaché à l'arrondissement de Château-Thierry.
Le canton disparaît le 3 vendémiaire an X (25 septembre 1801) sous le Consulat. L'ensemble des communes du canton (Chézy-en-Orxois, Dammard, La Ferté-Milon, Marizy-Sainte-Geneviève, Montigny-l'Allier, Passy-en-Valois, Saint-Quentin-sur-Allan, Silly-la-Poterie et Troësnes) sont rattachées au canton de Neuilly-Saint-Front.

## Composition
Le canton est composé de 9 communes au moment de sa suppression en 1801. 
Le tableau suivant en donne la liste, en précisant leur nom, leur population en 1793, puis en 1800, leur cantons de rattachement de l'An X, et leur appartenance aux cantons actuels.
| Communes                 | Population (1793) | Population (1800) | Canton de l'an X    | Canton actuel     |
| ------------------------ | ----------------- | ----------------- | ------------------- | ----------------- |
| Chézy-en-Orxois          | 739               | 820               | Neuilly-Saint-Front | Villers-Cotterêts |
| Dammard                  | 302               | 344               | Neuilly-Saint-Front | Villers-Cotterêts |
| La Ferté-Milon           | 2 072             | 2 051             | Neuilly-Saint-Front | Villers-Cotterêts |
| Marizy-le-Grand,         | 303               | 228               | Neuilly-Saint-Front | Villers-Cotterêts |
| Montigny-l'Allier        | 322               | 359               | Neuilly-Saint-Front | Villers-Cotterêts |
| Passy-en-Valois          | 99                | 94                | Neuilly-Saint-Front | Villers-Cotterêts |
| Saint-Quentin-sur-Allan, | 63                | 49                | Neuilly-Saint-Front | Villers-Cotterêts |
| Silly-la-Poterie         | 116               | 134               | Neuilly-Saint-Front | Villers-Cotterêts |
| Troësnes                 | 181               | 217               | Neuilly-Saint-Front | Villers-Cotterêts |

## Évolution démographique
| 1793  | 1800  |
| ----- | ----- |
| 4 197 | 4 296 |

Histogramme

(élaboration graphique par Wikipédia)